# Austria en los Juegos Olímpicos de París 2024
Austria estuvo representada en los Juegos Olímpicos de París 2024 por un total de 78 deportistas que compitieron en 21 deportes. Responsable del equipo olímpico es el Comité Olímpico Austríaco, así como las federaciones deportivas nacionales de cada deporte con participación.
Los portadores de la bandera en la ceremonia de apertura fueron el piragüista Felix Oschmautz y la judoka Michaela Polleres.

## Medallistas
El equipo olímpico de Austria obtuvo las siguientes medallas:
| Nombre                 | Deporte  | Competición    |
| ---------------------- | -------- | -------------- |
| Oro                    |          |                |
| Valentin Bontus        | Vela     | Formula Kite M |
| Lukas Mähr Lara Vadlau | Vela     | 470 mixto      |
| Plata                  |          |                |
| —                      |          |                |
| Bronce                 |          |                |
| Jakob Schubert         | Escalada | Combinada M    |
| Jessica Pilz           | Escalada | Combinada F    |
| Michaela Polleres      | Judo     | –70 kg F       |